# داگلاس دبلیو. میچل
داگلاس دبلیو. «دوگ» میچل (Douglas W. "Doug" Mitchell) (زادهٔ ۲۵ ژوئیه ۱۹۵۳ – درگذشت ۱۳ مارس ۲۰۲۰)، اقتصاددان و همه‌چیزدان آمریکایی بود که کارهای چشم‌گیری در حوزه‌های بسیار گوناگون اقتصادی و مالی (اقتصاد کلان، بانکداری، بهینه‌سازی سبد سرمایه‌گذاری، قضیه انتخاب عمومی، مالیه عمومی و بازارهای کالا) و همچنین در آمار و ریاضیات (رمزنگاری، کنترل بهینه، روش‌های اقتصادسنجی، انتخاب تحت شرایط عدم قطعیت و ریاضیات مقدماتی) انجام داد.

## سابقه آکادمیک
میچل مدرک لیسانس علوم خود را در رشته اقتصاد از مؤسسه فناوری جورجیا (۱۹۷۴ میلادی) و مدرک دکترای تخصصی خود را از دانشگاه پرینستون (۱۹۷۸ میلادی) کسب کرد. او به عنوان استاد در دانشکده‌های اقتصاد دانشگاه تمپل، دانشگاه تگزاس-آستین و دانشگاه ویرجینیای غربی خدمت می‌کرد. او در ۲۰۰۳ میلادی به عمر ۴۹ سالگی با درجه استاد تمام از دانشگاه ویرجینیای غربی بازنشسته شد تا خود را بیشتر در کارهای متنوع در خارج از حوزه اقتصاد، از جمله ویرایش در ویکی‌پدیا وقف نماید.

## حرفه
در سال‌های میان ۱۹۷۸ تا ۲۰۰۳ میلادی، میچل در ۲۳ کمیته رساله اقتصادی در دانشگاه ویرجینیای غربی، دانشگاه تگزاس-آستین و دانشگاه تمپل خدمت نموده و از این میان ریاست ۱۰ کمیته رساله اقتصادی را بر عهده داشت، (شاگردان وی شامل هربرت ای. تایلور و جورجی جیلیس بود). میچل ۷۵ مقاله علمی در ژورنال‌های ذیل منتشر نمود: نقدنامه اقتصادی آمریکا، مجله مالی، مجله مدیریت علمی، نقدنامه اقتصادی بین‌المللی، ژورنال اقتصادسنجی، ژورنال اقتصاد، مجله تحلیل کمی و مالی، ژورنال کسب‌وکار و تحلیل آمار اقتصادی، ژورنال پول، کریدت و بانکداری، ژورنال انتخاب عمومی، جریده ریاضی و مجله رمزنگاری (Cryptologia). او از سال‌های ۱۹۷۸ تا ۱۹۸۶ و بار دیگر از ۱۹۹۱ تا ۱۹۹۸ میلادی به عنوان عضو هیئت مشاوره ویراستاری ژورنال اقتصاد و کسب‌وکار خدمت نمود.

## دستاوردها
دستاوردهای میچل به‌طور چشم‌گیری متنوع است. علاوه بر مقالات او در حوزه‌های فرعی اقتصاد و مالی، کارهای او شامل دستاوردهای در حوزه‌های ریاضی، آمار، نظریه آشوب، کنترل بهینه و رمزنگاری است. کار او در حوزه آمار که مشخصه تأخیر معکوس چندجمله‌ای (PIL) برای تخمین مدل‌های رگرسیون سری زمانی را معرفی نمود، (میچل و اسپیکر، ۱۹۸۶ و اسپیکر، میچل و جیلیس، ۱۸۹۸) به‌طور گسترده‌ای کاربرد دارد. به عنوان مثال، به کینیدی (۲۰۰۳، صفحه ۲۲۴) و بسته رگرسیون شازام که شامل طرزالعمل PIL میچل و اسپیکر به عنوان گزینه‌ای در رگرسیون OLS (کم‌ترین مربعات معمولی) است، مراجعه نمایید.

## زندگی شخصی
دوگ میچل در بوفالو، نیویورک زاده شده و در ۱۳ مارس ۲۰۲۰ در کلینیک کلیولند درگذشت. هنگام مرگ وی، همسرش دو ژانگ که از دانشگاه ویرجینیای غربی دکترای تخصصی دارد، در قید حیات بود. پس از مرگ او، اعضای خانواده‌اش در روز سه شنبه ۱۷ مارس، از مهمانان در خدمات سوخت‌گاه و خاکسپاری بوسچ – کلیولند، ۴۳۳۴ جاده پیرل، کلیولند، اوهایو – پذیرایی نمودند.